# Angelo Rea
Angelo Rea (Pomigliano d'Arco, 15 giugno 1982) è un procuratore sportivo ed ex calciatore italiano, di ruolo difensore.

## Carriera
Cresce nelle giovanili del Cesena, con cui debutta tra i professionisti nel campionato di Serie C1 della stagione 2002-2003, disputando 7 gare in campionato e 2 nelle semifinali dei play-off, realizzando anche una rete nella gara di ritorno contro il Pisa.
La promozione in Serie B viene conquistata nella stagione successiva, grazie ai vittoriosi play-off contro il Lumezzane. Disputa 28 gare durante il campionato e 4 negli spareggi promozione.
Nel campionato d'esordio in Serie B deve restare fuori fino a metà stagione a causa di una lunga squalifica per i "fatti di Lumezzane". Disputa solo 18 gare con un gol, che scendono, a causa di un infortunio al ginocchio, a 15 l'anno successivo. Nonostante le poche presenze nelle due stagioni tra i cadetti, nell'estate del 2006 viene acquistato in compartecipazione dal Messina, con la possibilità di disputare il campionato di Serie A.
Esordisce nella massima serie il 10 settembre 2006 nella vittoria sull'Udinese per 1-0 e disputa nel corso della stagione 23 gare, diventando uno dei punti fermi della squadra peloritana ma non riesce ad evitare la retrocessione in Serie B. Nell'estate 2007 viene risolta la compartecipazione a favore del Messina e disputa altre 23 gare nel campionato di Serie B 2007-2008.
Nel luglio 2008, a seguito del fallimento del Messina, viene ingaggiato a parametro zero dal Sassuolo. Nella prima stagione gioca 31 partite in Serie B e segna 2 gol, mentre nell'annata successiva riesce a collezionare soltanto 2 presenze. Il 4 gennaio 2012 il difensore si trasferisce alla Nocerina con la formula del prestito fino al 30 giugno 2012.
Dopo 14 partite con la maglia rossonera torna a Sassuolo per fine prestito, ma il 30 luglio 2012 viene ceduto, a titolo definitivo, al Varese. Segna la sua prima rete con i lombardi il 9 dicembre nella vittoria esterna contro il Cittadella. Dopo tre stagioni a Varese, culminate con la retrocessione in Lega Pro, a giugno 2015 rescinde consensualmente il contratto.
Il 13 giugno 2015 si lega all'Avellino con un contratto biennale più opzione per la terza stagione.
Il 31 agosto 2016 torna al Messina, legandosi alla società peloritana fino al 2018.
Con i giallorossi colleziona 23 presenze e realizzando un goal (contro la Casertana alla 10ª giornata) che nonostante il raggiungimento della salvezza sul campo, non gioirono alla sopravvivenza del club siciliano già colpita da gravi problemi societari, (come il mancato pagamento degli stipendi, le impietose condizioni del San Filippo-Franco Scoglio, il cambio alla guida della presidenza da Natale Stracuzzi al catanese Franco Proto al termine dell'anno) causandone il terzo fallimento in 8 anni, venendo automaticamente svincolato.
Il 7 agosto 2017 viene ingaggiato dalla Vibonese, club calabrese neoretrocesso in Serie D, dove viene utilizzato solamente nel match di Coppa Italia Serie D contro la Cittanovese, a novembre finisce al Lecco dove viene aggregato alla rosa bluceleste per un periodo di prova fino al 1º dicembre quando la società lombarda ne ufficializza l'acquisto a titolo definitivo.

## Statistiche

### Presenze e reti nei club
| Stagione        | Squadra         | Campionato      | Campionato | Campionato | Coppe nazionali | Coppe nazionali | Coppe nazionali | Coppe continentali | Coppe continentali | Coppe continentali | Altre coppe | Altre coppe | Altre coppe | Totale | Totale |
| Stagione        | Squadra         | Comp            | Pres       | Reti       | Comp            | Pres            | Reti            | Comp               | Pres               | Reti               | Comp        | Pres        | Reti        | Pres   | Reti   |
| --------------- | --------------- | --------------- | ---------- | ---------- | --------------- | --------------- | --------------- | ------------------ | ------------------ | ------------------ | ----------- | ----------- | ----------- | ------ | ------ |
| 2002-2003       | Cesena          | C1              | 7+2        | 0          | CI-C            | ?               | ?               | -                  | -                  | -                  | -           | -           | -           | 9+     | 0+     |
| 2003-2004       | Cesena          | C1              | 28+4       | 0          | CI-C+CI         | ?+2             | 0               | -                  | -                  | -                  | -           | -           | -           | 34+    | 0+     |
| 2004-2005       | Cesena          | B               | 18         | 1          | CI              | 0               | 0               | -                  | -                  | -                  | -           | -           | -           | 18     | 1      |
| 2005-2006       | Cesena          | B               | 15+2       | 0          | CI              | 3               | 0               | -                  | -                  | -                  | -           | -           | -           | 20     | 0      |
| Totale Cesena   | Totale Cesena   | Totale Cesena   | 68+8       | 1          |                 | 5+              | 0               |                    | -                  | -                  |             | -           | -           | 81+    | 0      |
| 2006-2007       | Messina         | A               | 23         | 0          | CI              | 1               | 0               | -                  | -                  | -                  | -           | -           | -           | 24     | 0      |
| 2007-2008       | Messina         | B               | 23         | 0          | CI              | 1               | 0               | -                  | -                  | -                  | -           | -           | -           | 24     | 0      |
| 2008-2009       | Sassuolo        | B               | 31         | 2          | CI              | 2               | 1               | -                  | -                  | -                  | -           | -           | -           | 33     | 3      |
| 2009-2010       | Sassuolo        | B               | 2+1        | 0          | CI              | 0               | 0               | -                  | -                  | -                  | -           | -           | -           | 3      | 0      |
| 2010-2011       | Sassuolo        | B               | 30         | 1          | CI              | 0               | 0               | -                  | -                  | -                  | -           | -           | -           | 30     | 1      |
| 2011-gen. 2012  | Sassuolo        | B               | 3          | 0          | CI              | 1               | 0               | -                  | -                  | -                  | -           | -           | -           | 4      | 0      |
| Totale Sassuolo | Totale Sassuolo | Totale Sassuolo | 66+1       | 3          |                 | 3               | 1               |                    | -                  | -                  |             | -           | -           | 70     | 4      |
| gen.-giu. 2012  | Nocerina        | B               | 14         | 0          | -               | -               | -               | -                  | -                  | -                  | -           | -           | -           | 14     | 0      |
| 2012-2013       | Varese          | B               | 32         | 3          | CI              | 1               | 0               | -                  | -                  | -                  | -           | -           | -           | 33     | 3      |
| 2013-2014       | Varese          | B               | 32+2       | 2          | CI              | 2               | 1               | -                  | -                  | -                  | -           | -           | -           | 37     | 3      |
| 2014-2015       | Varese          | B               | 30         | 1          | CI              | 0               | 0               | -                  | -                  | -                  | -           | -           | -           | 30     | 1      |
| Totale Varese   | Totale Varese   | Totale Varese   | 94+2       | 6          |                 | 3               | 1               |                    | -                  | -                  |             | -           | -           | 99     | 7      |
| 2015-2016       | Avellino        | B               | 14         | 0          | CI              | 2               | 0               | -                  | -                  | -                  | -           | -           | -           | 16     | 0      |
| 2016-2017       | Messina         | LP              | 23         | 1          | CI-LP           | 1               | 0               | -                  | -                  | -                  | -           | -           | -           | 24     | 1      |
| 2017-gen. 2018  | Vibonese        | D               | 1          | 0          | -               | -               | -               | -                  | -                  | -                  | -           | -           | -           | 1      | 0      |
| gen.-giu. 2018  | Lecco           | D               | 9          | 1          | -               | -               | -               | -                  | -                  | -                  | -           | -           | -           | 9      | 1      |
| Totale carriera | Totale carriera | Totale carriera | 326+11     | 12         |                 | 18+             | 2               |                    | -                  | -                  |             | -           | -           | 365    | 14     |

## Palmarès

### Club

#### Competizioni nazionali
- Coppa Italia Serie C: 1

Cesena: 2003-2004